# Pia de' Tolomei
Pia de' Tolomei es una ópera en dos actos con música de Gaetano Donizetti y libreto de Salvatore Cammarano. Se estrenó con éxito el 18 de febrero de 1837, en el Teatro Apollo de Venecia, aunque debía ser representada antes en la Fenice, pero un incendio lo impidió.